# Роберта Винчи
Роберта Винчи (итал. Roberta Vinci) бивша је италијанска тенисерка. Рођена је 18. фебруара 1983. у Таранту.
У досадашњој каријери је освојила 10 турнира у појединачној конкуренцији и дошла до финала Отвореног првенства САД 2015. године, где је поражена од сународнице Флавије Пенете. Најбољи пласман на ВТА ранг листи јој је седмо место.
У конкуренцији парова је заједно са сународницом Саром Ерани освојила пет гренд слем трофеја, комплетирала гренд слем каријере и дошла до првог места ранг листе. Са репрезентацијом Италије је четири пута освојила Фед куп.

## Финала гренд слем турнира

### Парови (1–1)
| Исход   | Год.  | Турнир                        | Подлога | Партнерка  | Противнице у финалу                | Резултат у финалу |
| ------- | ----- | ----------------------------- | ------- | ---------- | ---------------------------------- | ----------------- |
| Пораз   | 2012. | Отворено првенство Аустралије | Тврда   | Сара Ерани | Светлана Кузњецова Вера Звонарјова | 7–5, 4–6, 3–6     |
| Побједа | 2012. | Ролан Гарос                   | Шљака   | Сара Ерани | Марија Кириленко Нађа Петрова      | 4–6, 6–4, 6–2     |